# Luc Vankrunkelsven
Luc Vankrunkelsven (Diest, 1956 — Chapecó, 15 de setembro de 2023) foi um escritor e pesquisador belga.

## Biografia
Durante a década de 1970, Luc estudou Teologia e Filosofia. Na década de 2000, alternou moradia entre a Bélgica e o Brasil e começou a estudar o cerrado. É autor de vários livros sobre agricultura social e sustentável.
Vankrunkelsven morreu no dia 15 de setembro de 2023, em Chapecó.